# Partykularyzm
Partykularyzm – stanowisko, zgodnie z którym ośrodki władzy i administracji nie uwzględniają całokształtu interesów określonego społeczeństwa czy państwa, ignorując potrzebę jego harmonijnego rozwoju gospodarczego lub kulturalnego, dbając jedynie o interesy własne, najczęściej własnej grupy interesu. Stronnicze decyzje podejmowane są wówczas na korzyść pewnych regionów kraju lub określonych grup społecznych, a pozostałe regiony są spychane na dalszy plan.
W filozofii jest to jednostkowy punkt widzenia i działania, nie uwzględniający potrzeb ogółu. Przeciwnym stanowiskiem jest uniwersalizm. Jednostki nastawione partykularnie najczęściej nie są w stanie dostrzec problemów dotyczących ogółu.